# 会席料理
会席料理（かいせきりょうり）は宴会や会食で用いられるコース形式の日本料理。連歌や俳句の会席で、本膳料理を簡略化したもの。献立に従って、一品ずつ食べていく「喰い切り」のものと、宴会時の配膳方式のものと2種類の傾向があり、いずれも一品料理ではない。

## 歴史
会席料理の形成期においては、即席料理や膳くずしなど、会席料理に類似する料理形式が存在した。寛政年間に入ると、本膳を出すのではなく、酒と酒肴を最初に出す形式となり、会席料理形式が一般化した。明治時代に入ると、献立の最後に香の物とご飯を出すようになり、明治時代後期には会席料理形式の献立が東京や京都の料理屋で定着した。

## 献立
会席料理の献立は、一汁三菜が基本である。現在の三菜は懐石にならい、刺身・膾、吸物・煮物、そして焼物・焼魚とすることが多い。さらにお通し・揚げ物・蒸し物・和え物・酢の物などの肴が加えられ、最後に飯・味噌汁・香の物、水菓子となる。
料理の出され方は本膳料理と同じように、一の膳、二の膳といくつか膳が出るが本膳ほどの堅苦しさはなく、その時代の嗜好を反映し、新しいものを取り入れて宴会向きになっている。なお懐石料理風に客の食べる頃合いを見計らって一品ずつ供する形もあるが、この場合は茶席の懐石とは違い、飯と汁は最後に出され、料理は一人分ずつ器に盛られ、料理の種類や品数も多くなる。

## 献立の例
1. 先付(さきづけ)・・・ 前菜
2. 椀物(わんもの)・・・ 吸い物、煮物
3. 向付(むこうづけ)・・・ 刺身、膾
4. 鉢肴(はちざかな) ・・・ 焼き物、焼魚
5. 強肴(しいざかな) ・・・ 炊き合せ等
6. 止め肴 ・・・ 原則として酢肴（酢の物）、または和え物
7. 食事 ・・・ ご飯・止め椀（味噌汁）・香の物（漬物）
8. 水菓子 ・・・果物

ご飯、止め椀、漬物は同時に供される。ただし上記以外にも油物（揚げ物）や蒸し物、鍋物が出ることがある。油物が供される場合には一般に強肴のあとである。飲み物は基本的に日本酒、または煎茶である。近年はほうじ茶やコーヒーが出されることもある。明治時代以降は肉も出される。シチューなどの洋食の皿が交えられたり、デザートとして洋菓子が供されたり、ご飯の代わりに蕎麦やうどんが出されることもあり、上記のような献立の流れに必ずしもとらわれるものではない。
以下に料亭や料理旅館で供される一般的な流れを記す。なお、店によって若干の違いがある。

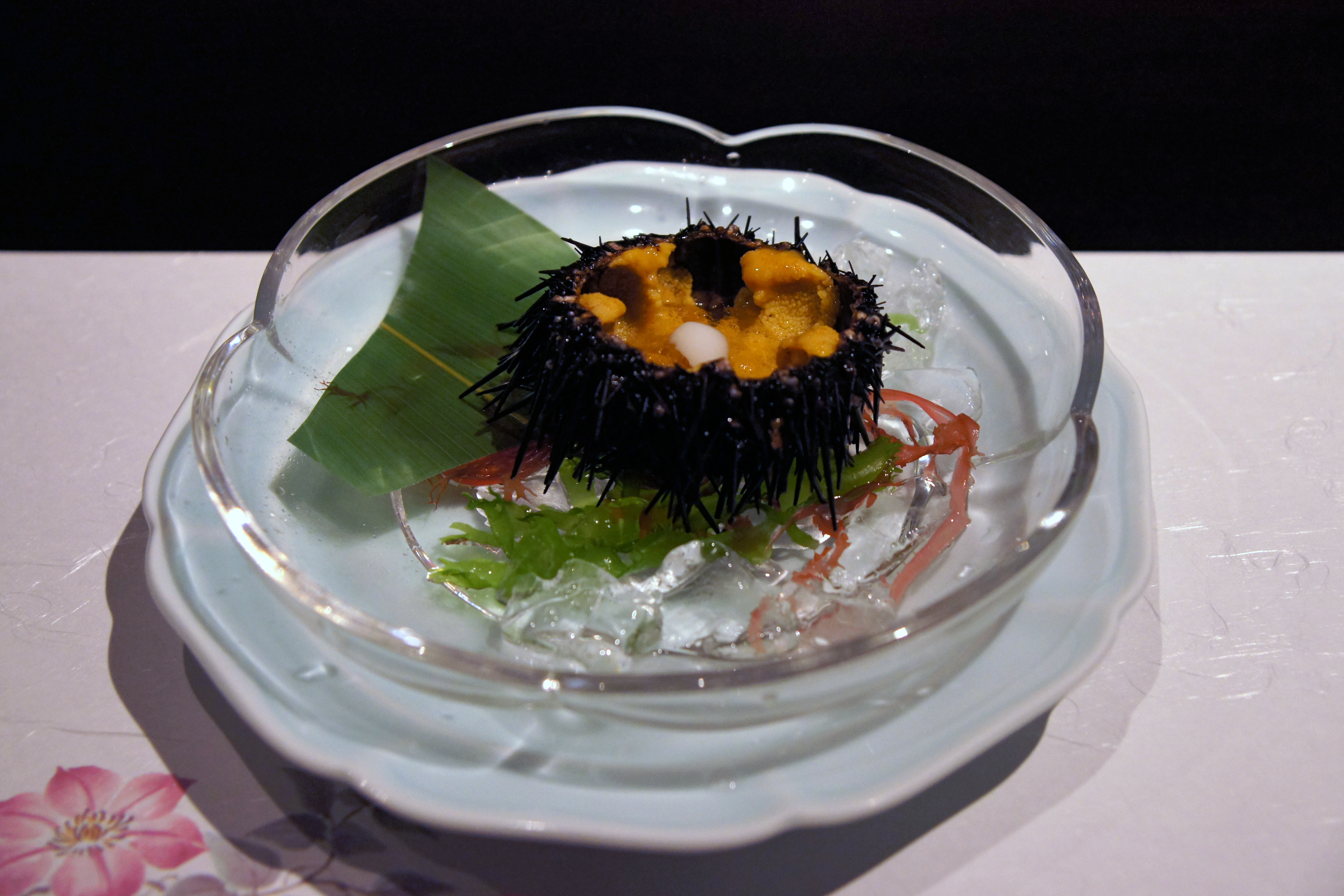
先附
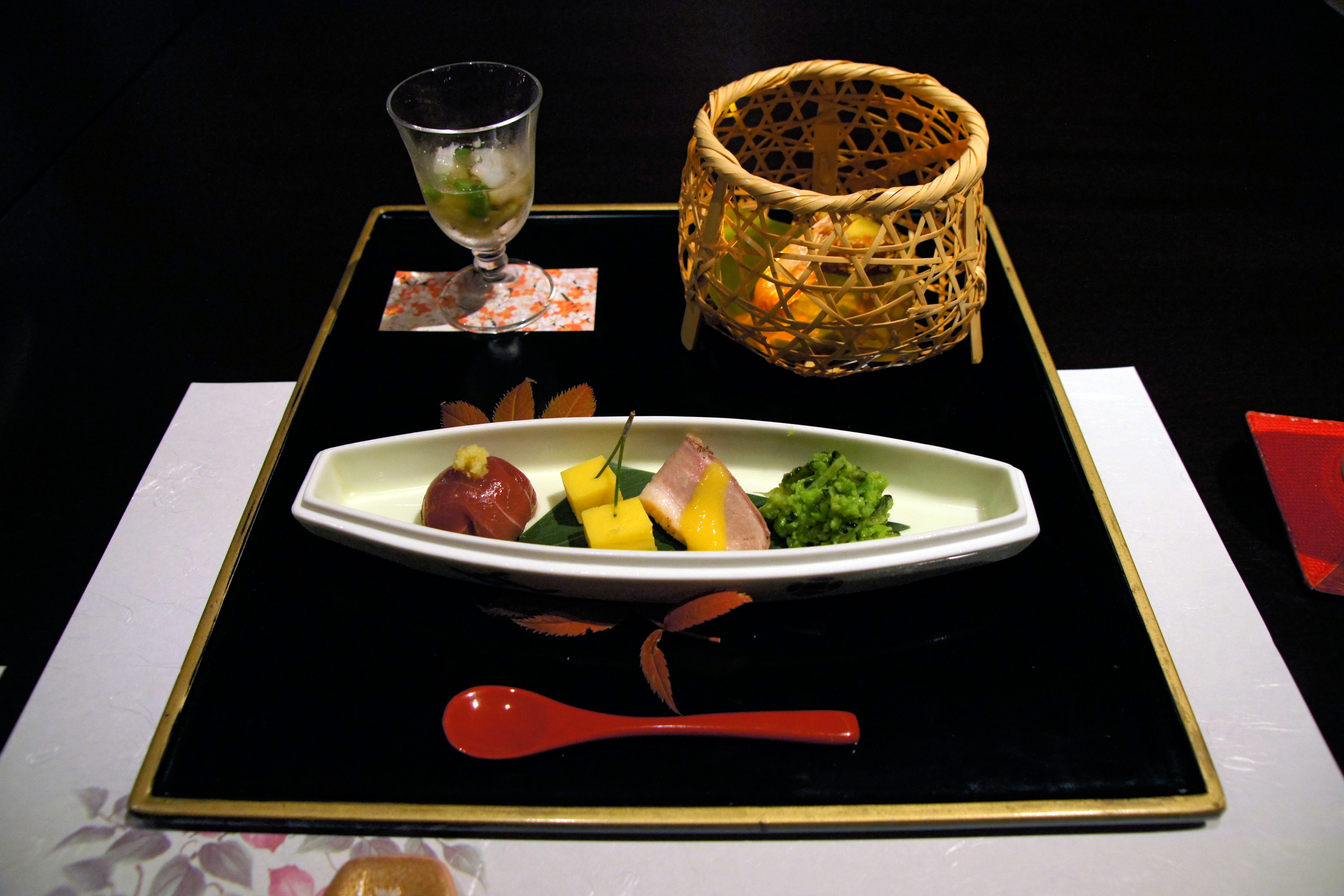
八寸
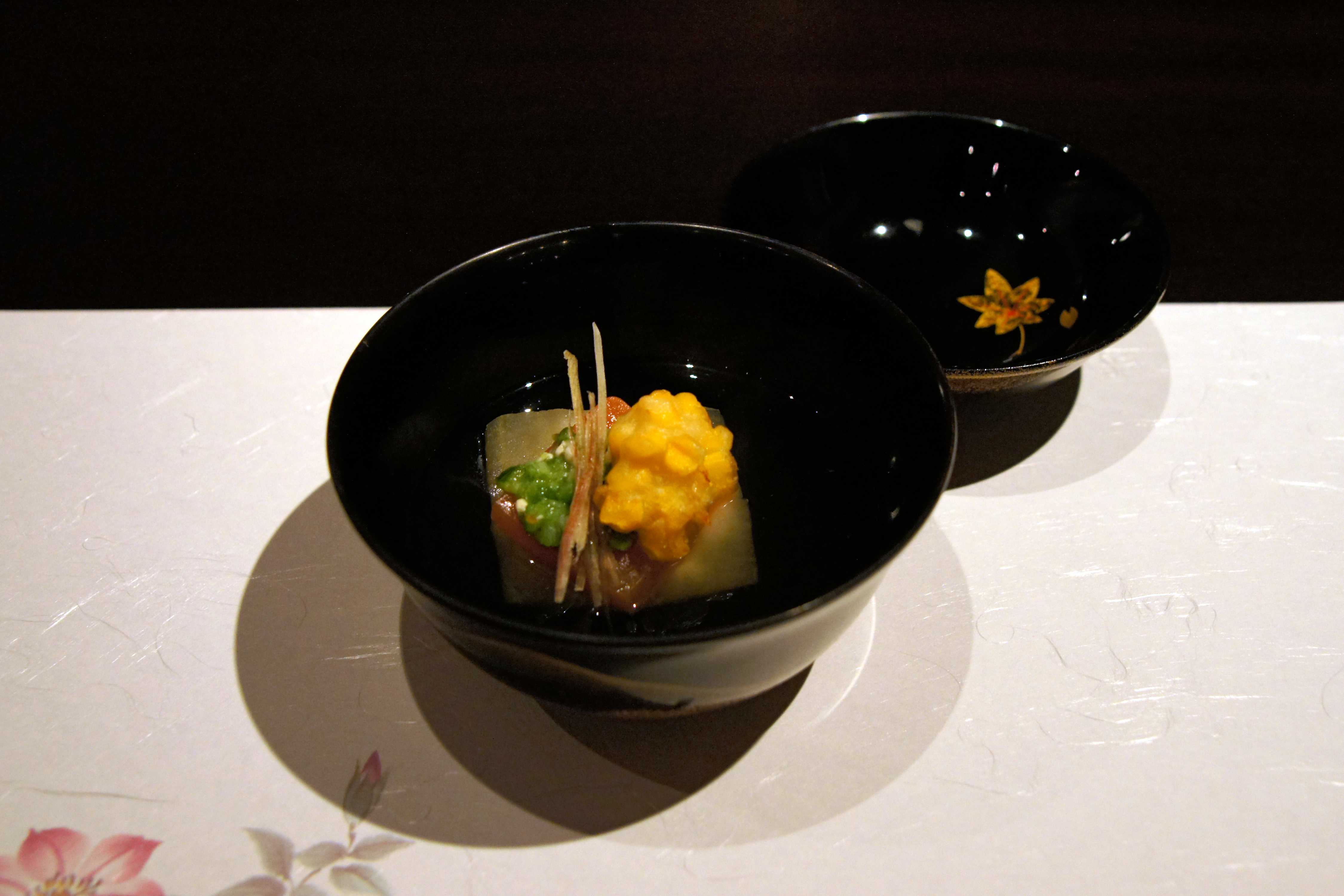
お椀
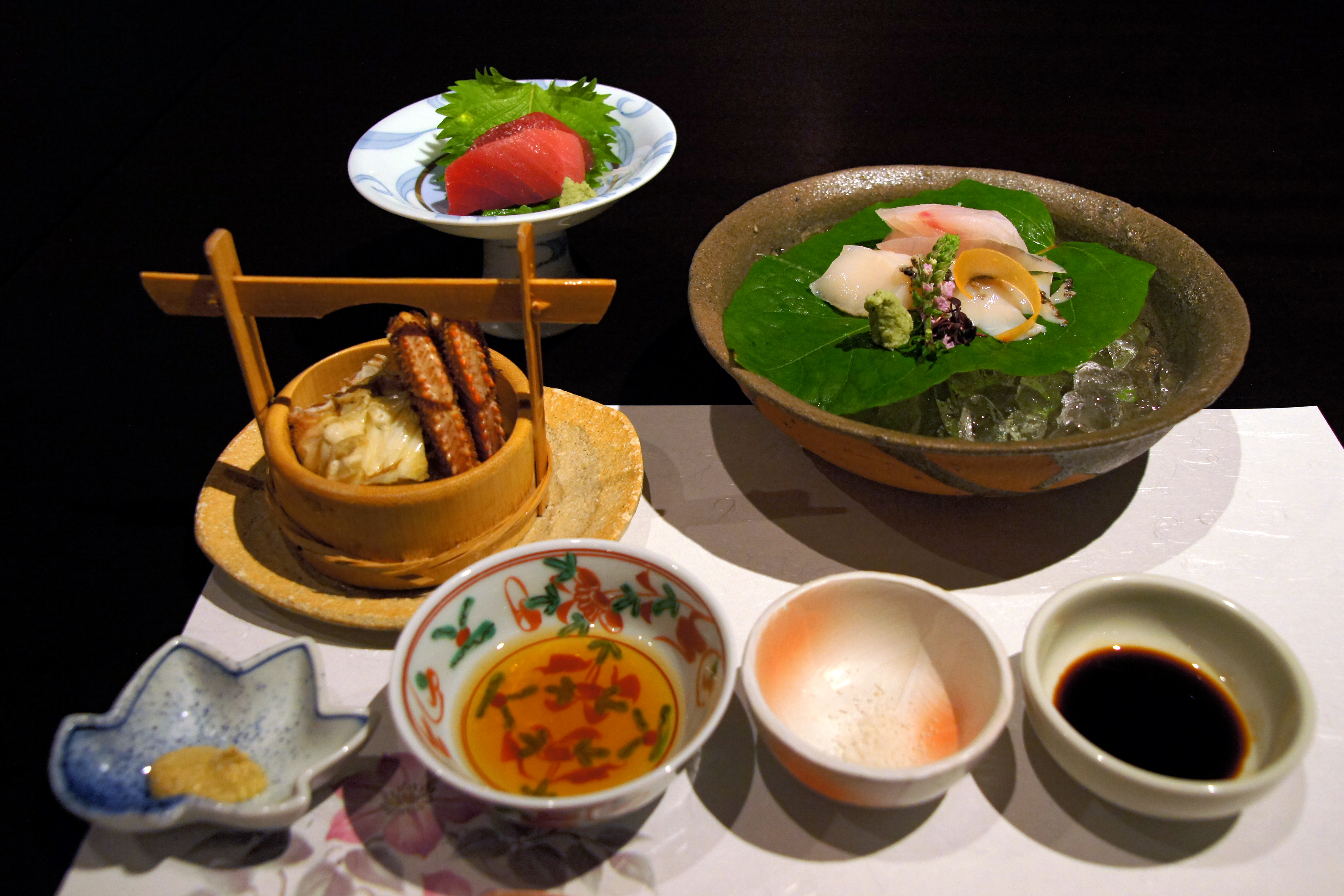
お造り
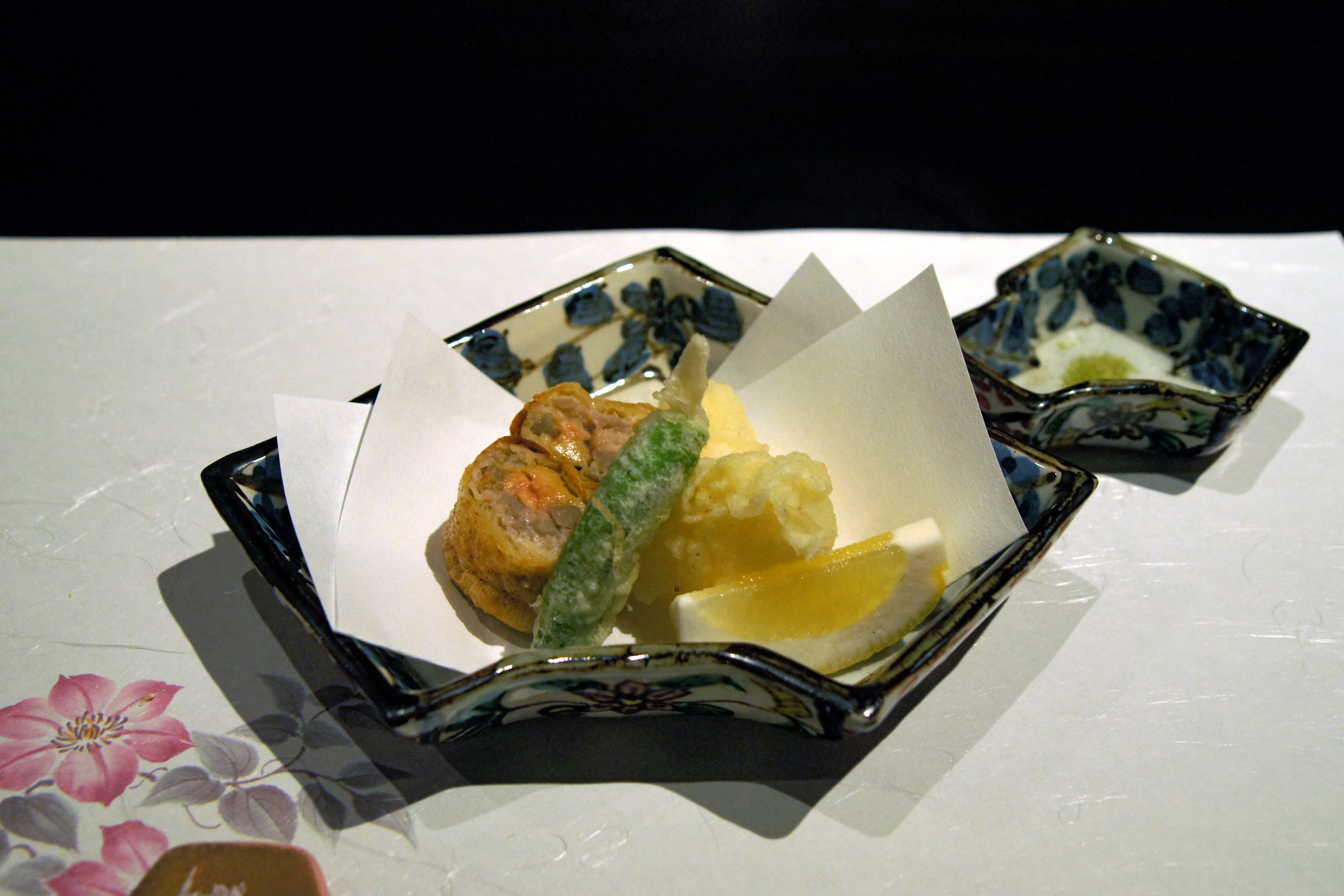
揚げ物
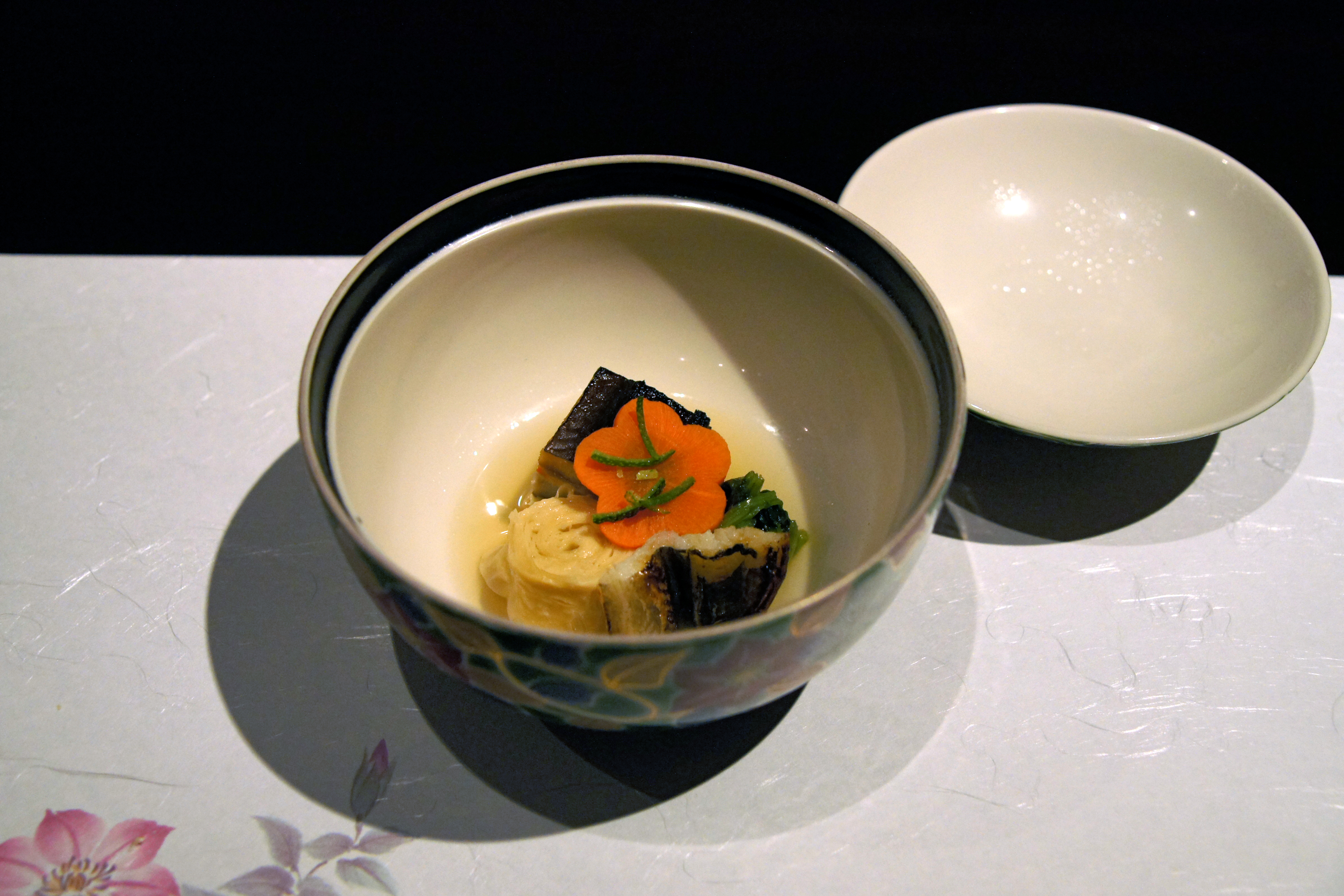
蓋物
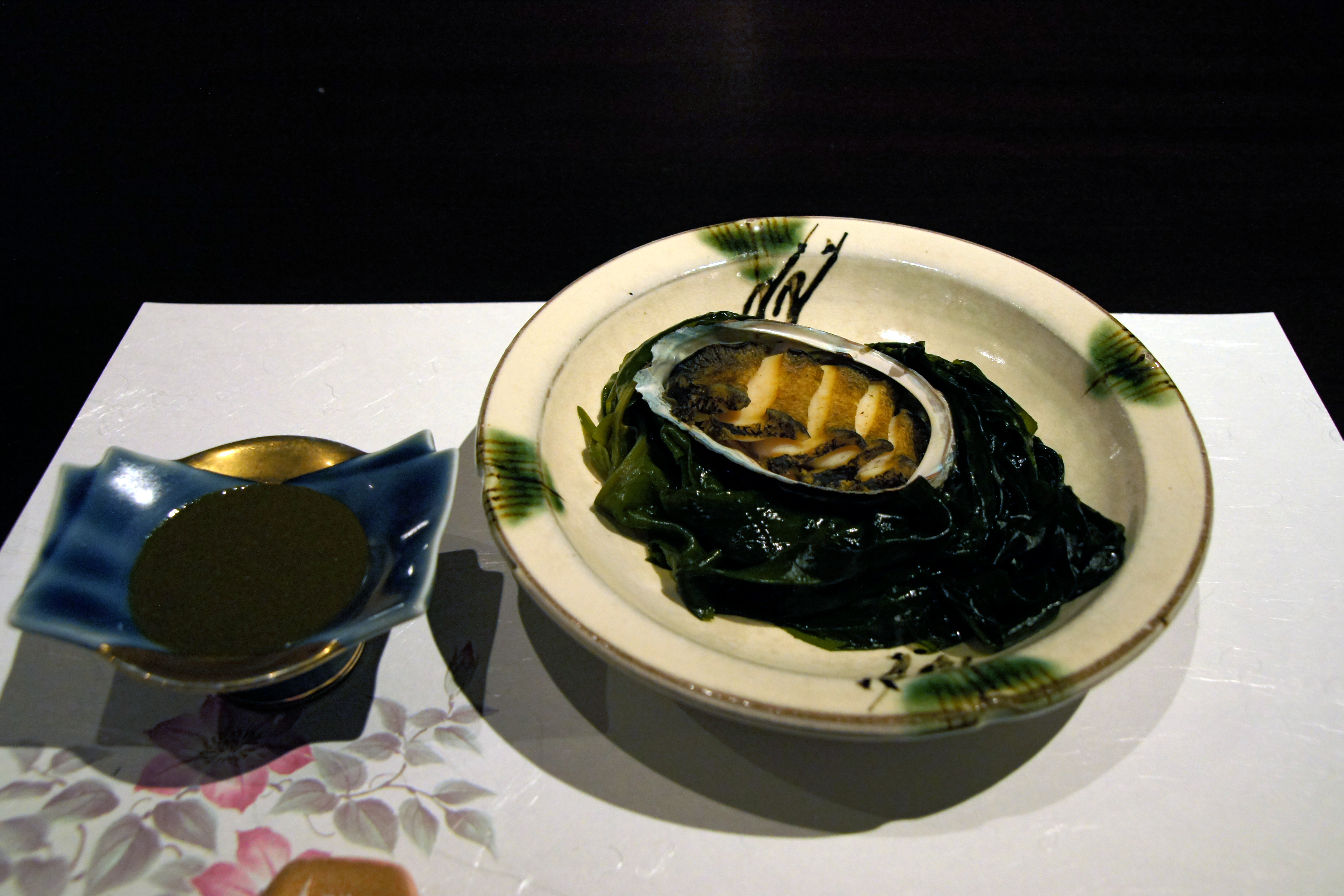
台の物
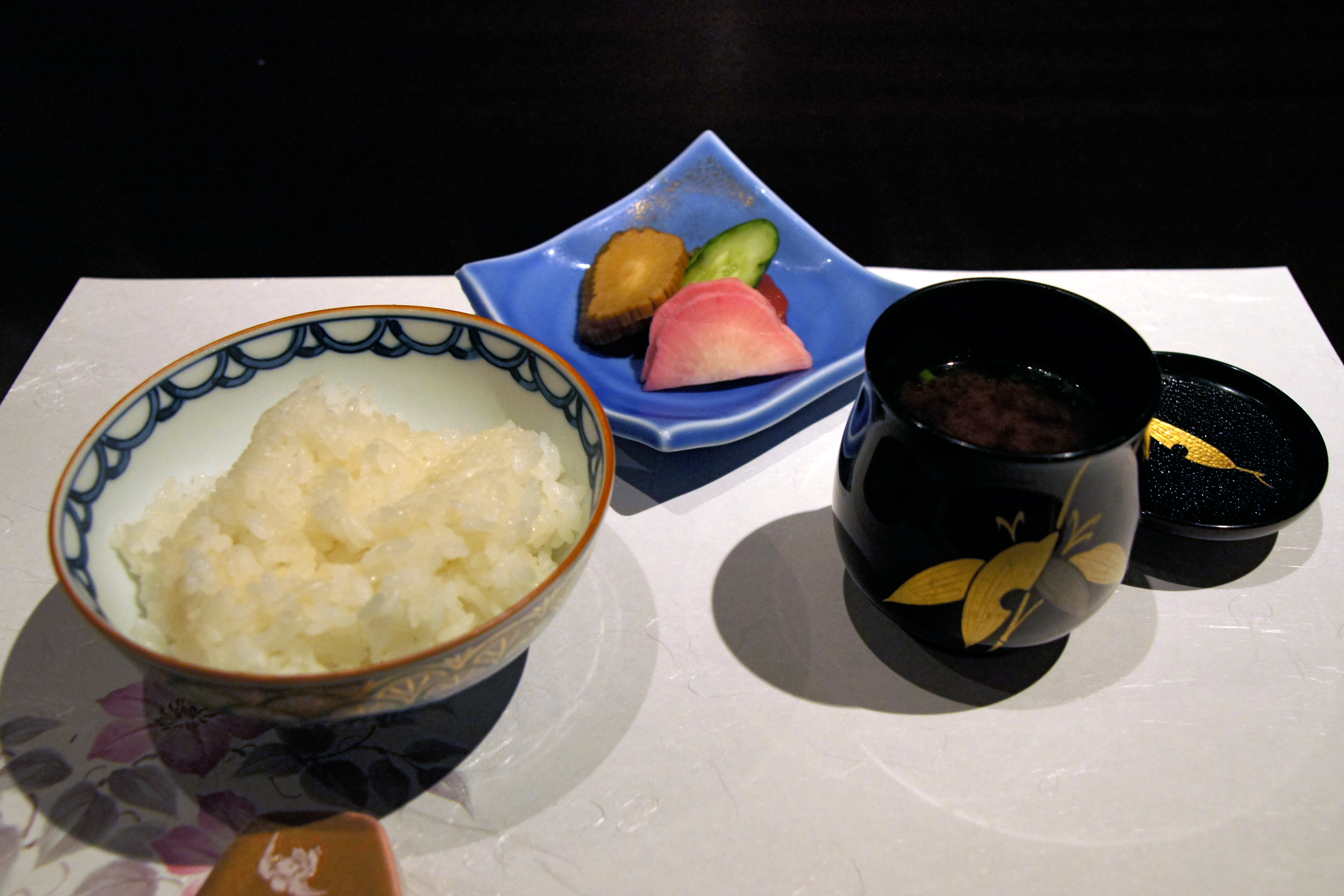
食事（ご飯・香の物・止め椀）
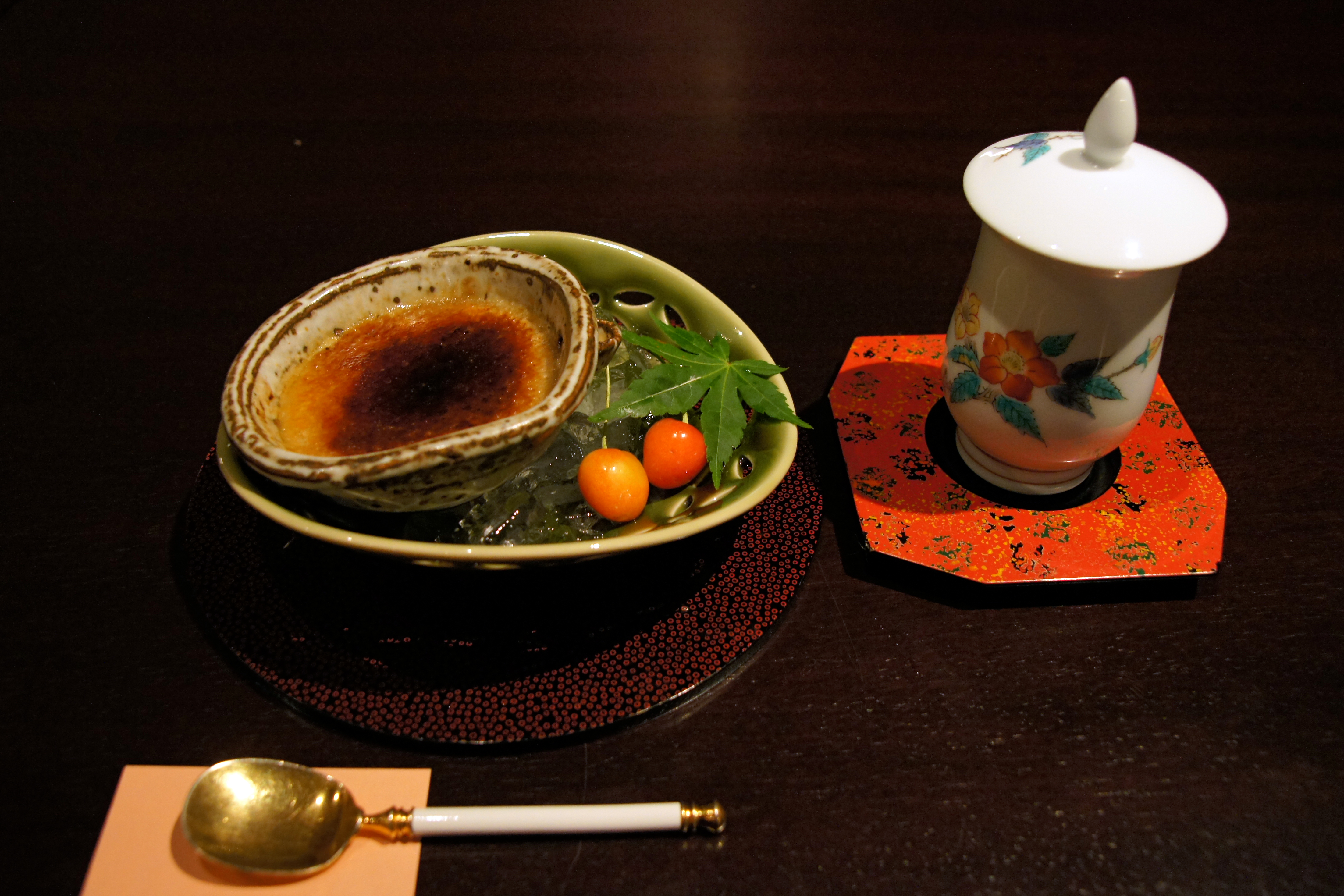
甘味